# Valerie Bertinelli
Pour les articles homonymes, voir Bertinelli.
Valerie Bertinelli est une actrice américaine née le 23 avril 1960 à Wilmington (Delaware), aux États-Unis.

## Biographie

### Enfance
Le père de Valerie est un cadre à General Motors, ce qui amène la famille à déménager à plusieurs reprises. Après avoir résidé quelque temps au Michigan, près de Détroit à Clarkston, la famille Bertinelli s'installe en Californie. Valerie y rencontre la fille de ses voisins, dont le père est producteur de télévision.

### Débuts en tant qu'actrice
Peu après, elle s'inscrit à la Tami Lynn School of Artists, où elle se forme au théâtre. A la fin du cursus, Tami Lynn devient la manager personnelle de Valerie.
En 1975 sort la première série télévisée avec Valerie Bertinelli, Au fil des jours (CBS). 4 ans plus tard sort son premier film, C.H.O.M.P.S. (Don Chaffey),.

### Vie privée
Valerie Bertinelli rencontre Eddie Van Halen en 1980 pendant la tournée du groupe. Tous les deux se marient le 11 avril 1981. De leur union naît leur fils unique Wolfgang « Wolfie » Van Halen le 16 mars 1991.
Elle a déclaré perdre Eddie Van Halen, car son mari était devenu accro à la cocaïne. Le 5 décembre 2005, elle a demandé le divorce, qui a été entériné plus de deux ans plus tard, le 20 décembre 2007.
Elle a eu à partir de 2004 une relation avec le planificateur financier Tom Vitale. Le 20 mai 2010, ils ont annoncé leur désir de se marier et ils se sont mariés en janvier 2011. En 2021, après 10 ans de liaison, le couple a annoncé sa séparation.
Le 19 avril 2010, Valerie Bertinelli a couru le marathon de Boston au profit du Dana–Farber Cancer Institute (en) de Boston. Elle a terminé la course avec un temps de 5 heures 14 minutes et 37 secondes.

## Filmographie[3],[4]

### Cinéma
- 1979 : C.H.O.M.P.S. de Don Chaffey : Casey Norton
- 1986 : Ordinary Heroes : Maria
- 1987 : Number One with a Bullet : Teresa Barzak

### Télévision
- 1975 à 1984 : Au fil des jours (One Day at a Time): Barbara Cooper Royer
- 1979 : The Secret of Charles Dickens : Mamie Dickens
- 1979 : Young Love, First Love : Robin Gibson
- 1980 : The Promise of Love : Kathy Wakeman
- 1981 : The Princess and the Cabbie : Joanna James
- 1982 : I Was a Mail Order Bride : Kate Tosconi
- 1984 : The Seduction of Gina : Gina Breslin
- 1984 : Ainsi soit-il! (Shattered Vows) : Mary Gilligan
- 1985 : Le témoin silencieux (en) (Silent Witness) : Anna Dunne
- 1986 : Rockabye (en) : Susannah Bartok
- 1987 : À nous deux, Manhattan (I'll Take Manhattan) : Maxime 'Maxi' Amberville (Cipriani)
- 1988 : Pancho Barnes : Pancho Barnes
- 1989 : Taken Away : Stephanie Monroe
- 1990 : Sydney : Sydney Kells
- 1991 : In a Child's Name : Angela Cimarelli
- 1992 : What She Doesn't Know : Molly Kilcoin
- 1993 : Murder of Innocence : Laurie Wade
- 1995 : La Vision d'Hélène Walker (The Haunting of Helen Walker) : Helen Walker
- 1996 : A Case for Life : Kelly Porter
- 1996 : Two Mothers for Zachary : Jody Ann Shaffell
- 1997 : Puzzle criminel (Night Sins) : agent du SBI Megan O'Malley
- 2000 : Amour lointain / Recherche fiancée pour papa (Personally Yours) : Susannah Stanton
- 2003 : Crazy Love : Wife
- 2003 : À la recherche de John Christmas (Finding John Christmas) : Kathleen McCallister
- 2005 : The One Day at a Time Reunion : Barbara Cooper / elle-même
- 2007 : Des yeux dans la nuit (Claire) : Claire Bannion
- 2008 : Confessions d'une star (True Confessions of a Hollywood Starlet) : Tante Trudy
- 2010-2015 : Hot in Cleveland : Melanie Moretti

## Hommages
Le 22 avril 2012, Valerie a obtenu sa propre étoile sur le Walk of Fame à Los Angeles.

## Récompenses et nominations

### Récompenses[10]
- 1981 : Meilleure actrice dans un second rôle dans une série, une mini-série ou un film réalisé pour la télévision dans Au fil des jours (1975) - Golden Globes.
- 1982 : Meilleure actrice dans un second rôle dans une série, une mini-série ou un film réalisé pour la télévision dans Au fil des jours (1975) - Golden Globes.
- 2007 : « Lady You Love to Watch Fight for Her Life in a Movie of the Week » - TV Land Award.
- 2019 : Meilleure hôte de programme culinaire et meilleur programme culinaire (avec Scott Freeman, Gil Goldschein, Jack Grossbart, Jonathan Murray, Marc Schwartz, Ronnie Weinstock, Elaine White, Susan Hadsell et Lindsey Frew) dans Valerie's Home Cooking (2015) - Daytime Emmy Award.

### Nominations[11]
- 1981 : Meilleure jeune comédienne dans Au fil des jours (1975) - Young Artist Award.
- 1983 : Meilleure actrice dans un second rôle dans une série, une mini-série ou un film réalisé pour la télévision dans Au fil des jours (1975) - Golden Globes.
- 2005 : Duo de chanteurs préféré (avec Mackenzie Philips) dans Au fil des jours (1975) - TV Land Award.
- 2011 : Performance remarquable dans une série comique (avec Jane Leeves, Wendie Malick et Betty White) dans Hot in Cleveland (2010) - Screen Actors Guild Awards.
- 2018 : Meilleur programme culinaire (avec Scott Freeman, Gil Goldschein, Jack Grossbart, Jonathan Murray, Marc Schwartz, Ronnie Weinstock, Joseph Lecz et Susan Hadsell) dans Valerie's Home Cooking (2015) - Daytime Emmy Awards.
- 2020 : Meilleure série culinaire (avec Jack Grossbart, Marc Schwartz, Ronnie Weinstock, Steve Kroopnick, Lindsey Frew, Mike Sommer et Susan Hadsell) dans Valerie's Home Cooking (2015) - Daytime Emmy Awards.
- 2020 et 2021 : Meilleure hôte de programme culinaire pour Valerie's Home Cooking (2015) - Daytime Emmy Awards.

## Voix françaises
- Dorothée Jemma dans Recherche fiancée pour papa (2000)